# Euparkeria
Euparkeria („dobré Parkerovo zvíře“) byl rod plazů ze skupiny Archosauromorpha, žijící ve středním triasu v Jižní Africe. Jméno dostal podle britského zoologa a srovnávacího anatoma W. K. Parkera.

## Charakteristika
Euparkeria byla příbuzná dinosaurů (včetně ptáků), pterosaurů a krokodýlů. Měla čtyři končetiny, ale byla možná schopna chodit i po dvou. Někdy bývají mylně označována za předchůdce dinosaurů (například v seriálu Putování s pravěkými monstry), ve skutečnosti se však dinosauři vyvinuli z jiné skupiny archosaurů, a to ze skupiny dinosauromorpha.

## Popis
Euparkeria dosahovala délky až 70 centimetrů, výšky 20 centimetrů a hmotnosti 7 až 14 kilogramů. Šlo o hbité masožravce lovící hmyz a drobné obratlovce, sami se však zřejmě stávali kořistí therapsidů. Na první pohled připomínali typické plazy z období triasu – ostré a špičaté zuby, šupinatá kůže, postoj. Zadní končetiny však měli výrazně delší než přední (proto se mnoho vědců domnívá, že se mohli pohybovat po dvou, ovšem k tomu nejsou žádné přesvědčivé důkazy).
Výzkum publikovaný v roce 2020 ukázal, že Euparkeria měla anatomické adaptace na kostech končetin a pánevním pletenci, které jim zajistily schopnost aktivního a efektivního pohybu se vzpřímenýma nohama, posunutýma pod tělem – nepohybovala se tedy plazím způsobem s nohama vytočenýma do stran. Podobně vyspělý způsob pohybu měli i jejich pozdější příbuzní z řad dinosaurů.